# Sudan IV
Sudan IV (C24H20N4O) ou mais raramente sudão IV é um corante azóico lisocrômico (corante soluvel em gorduras).
Em sua forma purificada é chamado de escarlate de Biebrich R, o qual não deve ser confundido com o corante hidrossolúvel escarlate de Biebrich.

## Obtenção
É obtido a partir da diazotação do homólogo metilado, toluênico do amarelo de anilina, o orto-aminoazotolueno (ou toluazotoluidina), com posterior copulação com o 2-naftol.

## Usos
Usado para coloração de lipídios, triglicerídeos e lipoproteínas em seções montadas em parafina. Tem a aparência de cristais castanho avermelhados com ponto de fusão de 199 °C e absorção máxima a 520(357) nm.
Sudan IV é um dos corantes usados para a coloração ao sudan. Corantes similares incluem vermelho ao óleo O, sudan III, e preto sudan B.

## Segurança
Sudan I, Sudan III, e Sudan IV tem sido classificados como carcinogênicos de categoria 3 pela International Agency for Research on Cancer.